# Parques Reales de Londres

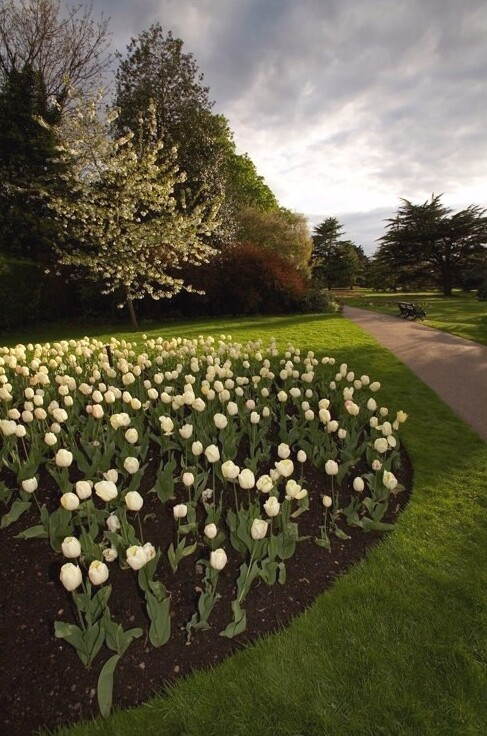
Flores en los Parques Reales Greenwich Park.

Los Parques Reales de Londres fueron creados principalmente como zonas de caza para los miembros de la familia Real.
Ahora pertenecen a la Corona Británica.
Los parques son de uso público solo por concesión de la Familia Real Británica.
En total hay nueve Parques Reales en Londres:
- Bushy Park
- The Green Park
- Greenwich Park
- Hyde Park
- Kensington Gardens
- The Regent's Park
- Richmond Park
- St. James’s Park
- Brompton Cemetery

## Galería

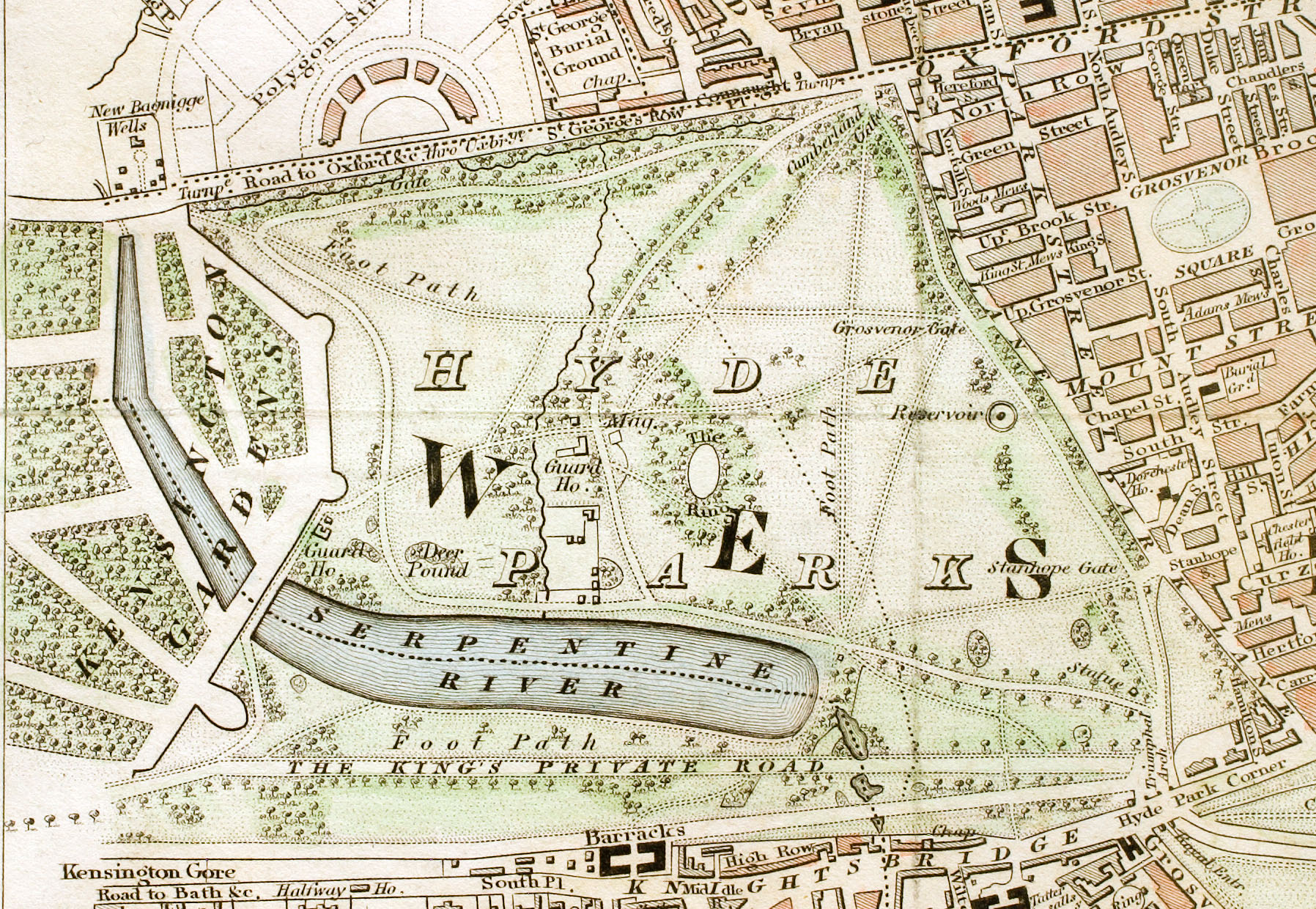
Hyde Park y parte de Kensington Gardens c.1833
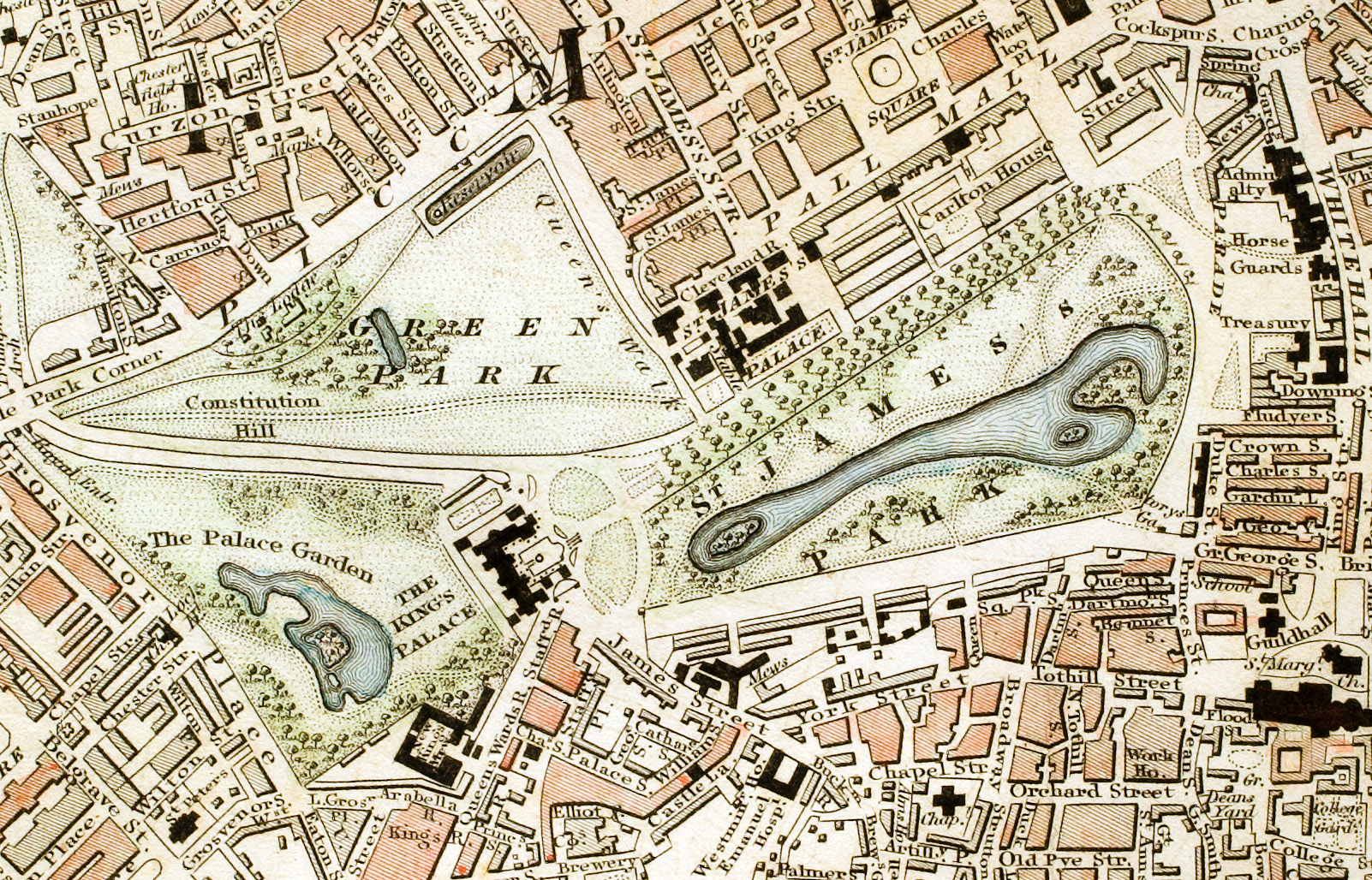
Green Park y St. James's Park ca. 1833